# Michael McDonald
Michael McDonald (Saint Louis, 12 de fevereiro de 1952) é um músico, cantor, compositor, tecladista e produtor musical americano conhecido por sua voz distinta e comovente e como membro das bandas Doobie Brothers (1975-1982, 1987, 2019 -atualmente) e Steely Dan (1974). McDonald escreveu e cantou vários singles de sucesso com os Doobie Brothers, incluindo "What a Fool Believes", "Minute by Minute" e "Takin 'It to the Streets". McDonald também se apresentou como um vocalista de apoio proeminente em várias gravações de artistas, incluindo Steely Dan, Christopher Cross e Kenny Loggins.
A carreira solo de McDonald consiste em nove álbuns de estúdio e vários singles, incluindo o sucesso de 1982 "I Keep Forgettin '(Every Time You're Near)". Durante sua carreira, McDonald colaborou com vários outros artistas, incluindo James Ingram, David Cassidy, Van Halen, Patti LaBelle, Lee Ritenour, The Winans, Aretha Franklin, a banda de rock Toto, Grizzly Bear, Joni Mitchell e Thundercat. Ele também gravou trilhas sonoras para televisão e filmes. McDonald recebeu cinco prêmios Grammy e foi incluído no Hall da Fama do Rock and Roll como membro dos Doobie Brothers em 2020.

## Início da vida
Michael McDonald nasceu em 12 de fevereiro de 1952, em uma família católica irlandesa-americana em Ferguson, Missouri, um subúrbio de St. Louis. McDonald estudou na McCluer High School, onde tocou em bandas locais como Mike and the Majestics, Jerry Jay and the Sheratons, the Reeb-Toors/Younger Brothers, e The Guild. Ele foi 'descoberto' enquanto tocava com uma banda chamada Blue, e se mudou para Los Angeles, Califórnia, em 1970 para seguir carreira musical.

## Steely Dan
Em 1974, McDonald tornou-se membro da banda de turnê de Steely Dan, cantando no vocal principal e backing vocals. Ele também se tornou um dos muitos membros adjuntos em estúdio da banda, fornecendo backing vocals nas faixas em Katy Lied, de 1975. Ele apareceu em gravações posteriores de Steely Dan, incluindo The Royal Scam de 1976 e Aja de 1977. Ele também tocou teclado em algumas faixas do Steely Dan.
McDonald continuou a fornecer backing vocals para Steely Dan em seu lançamento de 1980, Gaucho. Em 2006, ele se juntou a Steely Dan na turnê de verão da banda, tanto como o ato de abertura quanto como parte da banda.

## The Doobie Brothers

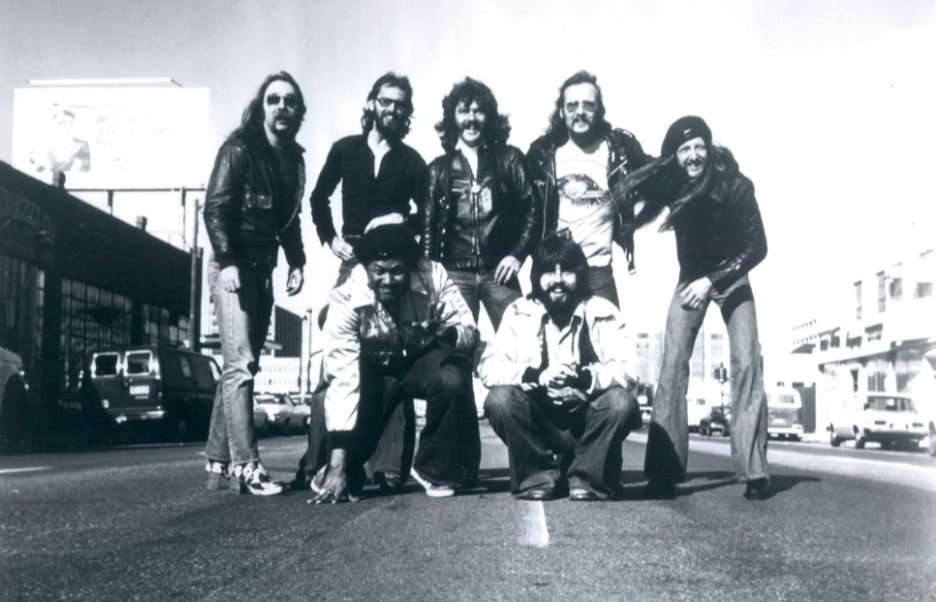
McDonald com os Doobie Brothers em 1976

McDonald foi recrutado pela banda de rock Doobie Brothers em abril de 1975, inicialmente como um substituto temporário para seu vocalista Tom Johnston depois que ele ficou doente durante uma turnê nacional, mas seu trabalho com a banda foi tão bem-sucedido que eles decidiram mantê-lo como membro em tempo integral.
Como membro dos Doobie Brothers, McDonald cantou os vocais principais em algumas das canções mais conhecidas da banda, como "Real Love", "Takin 'It to the Streets", "Little Darling (I Need You)", "It Keep You Runnin '"," Minute by Minute "e" What a Fool Believes "(que se tornou um single número um nos Estados Unidos e lhe rendeu um Grammy em 1980 de Canção do Ano junto com o co-escritor Kenny Loggins) . Ao mesmo tempo, McDonald apareceu como vocalista e tecladista de vários artistas, incluindo Christopher Cross, Stephen Bishop, Jack Jones, Bonnie Raitt, a banda de rock Toto e Kenny Loggins. McDonald co-escreveu "You Belong to Me" com Carly Simon, que apareceu no álbum Livin 'on the Fault Line.
McDonald se reuniu como um artista convidado com os Doobie Brothers várias vezes desde a dissolução inicial da banda em 1982. Ele voltou a trabalhar com os Doobie Brothers na faixa "Don't Say Goodbye" no 13º álbum de estúdio da banda, World Gone Crazy (2010). Em março de 2014, ele se reuniu com os Doobie Brothers para gravar um novo álbum com os maiores sucessos da carreira de mais de 40 anos dos Doobies. Este projeto foi concluído em conjunto com a Sony Music Nashville. No álbum, McDonald divide os vocais principais com Sara Evans em "What a Fool Believes", Love and Theft em "Takin 'it to the Streets" e Amanda Sudano-Ramirez em "You Belong to Me". O álbum, intitulado Southbound, foi lançado em 4 de novembro de 2014, como o 14º álbum de estúdio dos Doobie Brothers.
Em 5 de novembro de 2014, McDonald e os Doobie Brothers foram convidados musicais no 47º Country Music Association Awards anual para comemorar o lançamento de Southbound. Eles se juntaram a Hunter Hayes, Jennifer Nettles e Hillary Scott em sua performance de "Listen to the Music". No final da cerimônia de premiação, eles também foram acompanhados pelo apresentador Brad Paisley por "Takin 'It to the Streets". 

## Carreira solo
Após a primeira turnê de despedida dos Doobie Brothers, McDonald lançou seu primeiro álbum solo de estúdio, If That It It Takes, em 1982, pelo selo Warner Bros.. O álbum contou com os singles de sucesso "I Keep Forgettin '(Every Time You're Near)" e "I Gotta Try", este último co-escrito com Kenny Loggins, que também gravou no mesmo ano seu quarto álbum High Adventure.
Ele continuou a colaborar com outros artistas durante este período. McDonald co-escreveu o hit top 20 de Van Halen, "I'll Wait", de seu álbum mais vendido, 1984. "Yah Mo B There", um dueto com James Ingram, ganhou o 27º Grammy Anual de Melhor Performance de R&B por um Duo ou grupo com vocais. Em 1985, ele lançou seu segundo álbum de estúdio No Lookin 'Back, que pela primeira vez, ele coproduziu, bem como escreveu ou co-escreveu todas as faixas e apresentou um pequeno sucesso com a faixa-título, co-escrita por Kenny Loggins. Em junho de 1986, o álbum teve pouco sucesso, mas McDonald teve um grande impulso com o lançamento do single "Sweet Freedom", que apareceu na trilha sonora do filme Running Scared de Billy Crystal e Gregory Hines, e foi o último top 10 de McDonald- na parada Billboard Hot 100. A canção também fez muito sucesso no Brasil e foi incluída na trilha sonora internacional da telenovela "Roda de Fogo", exibida entre 1986/1987. O álbum No Lookin 'Back foi então relançado em alguns mercados com o novo single de sucesso incluído, bem como algumas músicas remixadas. O single "On My Own", um dueto com Patti LaBelle, alcançou o primeiro lugar nas paradas americanas em 1986. Em meados daquele ano, ele se apresentou como backing vocal no álbum Fahrenheit da banda de rock Toto, aparecendo no single "I ' ll Be Over You ", e no vídeoclipe que o acompanha. Em 22 de agosto de 1986, McDonald apareceu em um episódio de The Young and the Restless.  Mais tarde naquele ano, ele forneceu backing vocals na canção "A Fool and His Money" de Wang Chung, de seu álbum Mosaic. Em 1987, McDonald fez uma colaboração com o quarteto Gospel Winans na faixa "Love Has No Color" do álbum Decisions .
Em 1990, McDonald lançou seu terceiro álbum de estúdio, Take It to Heart, que apresentou um pequeno sucesso com a faixa-título, coescrita por Diane Warren. No ano seguinte, ele se juntou ao New York Rock and Soul Revue, reunido pelo vocalista principal do Steely Dan, Donald Fagen, e apresentando outros artistas como Boz Scaggs e Phoebe Snow. Em 1991, lançou o single "Ever Changing Times", um dueto com Aretha Franklin.
Em 1999, McDonald gravou a canção "Eyes of a Child" para a trilha sonora de South Park: Bigger, Longer & Uncut, que é uma balada cômica escrita por Trey Parker. Também foi usado nos créditos finais do filme. No mesmo ano, ele cantou backing vocals no single "Better Man" do álbum Beautiful Day in the Cold Cruel World  dos Warren Brothers. Ele também forneceu os vocais principais para uma das três faixas de estúdio em Chicago XXVI: Live in Concert.

## Década de 2000 - atualmente
Em 2003, ele recebeu duas indicações ao Grammy por seu álbum Motown, uma homenagem ao som da Motown. Um ano depois, foi lançado Motown Two. O crítico musical Stephen Thomas Erlewine afirmou: "O álbum segue o mesmo projeto do primeiro, oferecendo interpretações altamente polidas, produzidas profissionalmente e executadas com perícia de joias dos cofres da Motown."
Em 2008, McDonald lançou seu álbum Soul Speak, que inclui três novas canções escritas por McDonald e covers de canções de Dionne Warwick ("Walk On By"), Stevie Wonder ("Living for the City"), Van Morrison ("Into the Mystic "), Tyrone Davis (" Baby Can I Change My Mind ") e outros.
Em 2000, McDonald, junto com os parceiros Chris Pelonis e o ator Jeff Bridges, fundou a gravadora independente Rampe St. Louis Walk of Fame. McDonald gravou um dueto com Ray Charles na Charles Genius Loves Company de 2004. Em 2007, McDonald ajudou a julgar o sexto Independent Music Awards anual. Em 2006, McDonald cantou como cantor convidado no quarteto de jazz Fourplay do álbum X, em um cover da canção "My Love's Leavin '" de Steve Winwood.
Em 2009, McDonald, junto com o West Angeles COGIC Mass Choir, lançou a canção "Storm Before the Calm" na coletânea Oh Happy Day. McDonald também contribuiu com uma faixa vocal alternativa para "While You Wait for the Others", um single da banda de indie rock Grizzly Bear, que foi lançado como um single de 7 polegadas.
Em dezembro de 2009, McDonald doou sua apresentação para Keep the Beat em Santa Bárbara, Califórnia, onde tocou para uma multidão no recém-reformado Granada Theatre. Harry Rabin, produtor e chefe da Keep the Beat, uma iniciativa da Santa Barbara Education Foundation, produziu o show, incluindo duas produções de vídeo e trabalhou com grupos corais de alunos de escolas primárias e secundárias, bem como uma seção de metais para que eles pudessem se apresentar em o show com McDonald e sua banda.
Em 2009, McDonald apareceu na sitcom de televisão satírica 30 Rock como um dos cantores beneficentes no episódio final da temporada "Kidney Now!". McDonald cantou o hino nacional americano antes do Tostitos Fiesta Bowl entre os Boise State Broncos e TCU Horned Frogs no University of Phoenix Stadium em 4 de janeiro de 2010 em Glendale, Arizona. McDonald cantou "Takin 'It to the Streets" no American Idol, final da nona temporada, em 2010.
Em 2010, McDonald juntou-se novamente a Donald Fagen e Boz Scaggs para formar The Dukes of September. Em junho de 2012, o supergrupo se apresentou no Late Night With Jimmy Fallon para promover sua turnê. O grupo também se apresentou no Lincoln Center, uma apresentação que foi então transmitida como um especial da PBS e posteriormente lançada em DVD.
Em 2013, McDonald resolveu um processo de quebra de contrato de $ 500.000 (fora do tribunal) com a Warner Music sobre o pagamento insuficiente de royalties de vendas online.  No verão de 2014, ele co-encabeçou uma turnê nos Estados Unidos com a banda de rock Toto.
Em 2017, McDonald foi apresentado junto com Kenny Loggins no single "Show You the Way" de Thundercat, incluído no álbum deste último, Drunk. Em junho de 2017, McDonald, Loggins e Thundercat cantaram a canção juntos no The Tonight Show Starring Jimmy Fallon.
Em 2018, ele apareceu como vocalista convidado na canção "What the World Needs Now" no álbum Walls de Barbra Streisand.

## Vida pessoal
McDonald é casado com a cantora Amy Holland desde 1983. Eles têm dois filhos, Dylan (nascido em 1987) e Scarlett (nascido em 1991). Ele se mudou com sua família para Santa Bárbara, Califórnia, no final dos anos 1990, e posteriormente morou em Nashville, Tennessee.